# Leptacis bengalensis
Leptacis bengalensis är en stekelart som beskrevs av Durgadas Mukerjee 1981. Leptacis bengalensis ingår i släktet Leptacis och familjen gallmyggesteklar. Inga underarter finns listade i Catalogue of Life.